# 池谷站 (韓國)
池谷站（：／ Motgol yeok */?）是釜山地鐵2號線沿線的一座地下車站，位於韓國釜山廣域市南區大淵洞，韓語副站名為「南區廳」（남구청）。

## 車站結構
站體為2面2線側式月台的地下車站，候車月台設有月台幕門，並有4處出口。
本站可通過候車室轉乘對向列車。

### 月台配置
| 大淵 ↑   |
| \| 上    |
| ↓ 支架谷 |

| 月台 | 路線               | 目的地                           |
| ---- | ------------------ | -------------------------------- |
| 上行 | ●釜山都市铁道2号线 | 水營、海雲臺、萇山方向           |
| 下行 | ●釜山都市铁道2号线 | 西面、沙上、德川、湖浦、梁山方向 |

## 歷史
- 2001年8月8日：落成啟用。

## 車站周邊
- 南區廳
- 南區衛生所
- 南區失智安養中心
- 釜山市南部教育支援廳
- 仁昌療養院
- 大淵中學
- 海淵中學
- 釜山工業高校
- 釜山税務高校
- 釜山聾啞學校
- 池谷市場
- 大淵聖潔教會
- 樂天百貨大淵2洞店

## 圖片

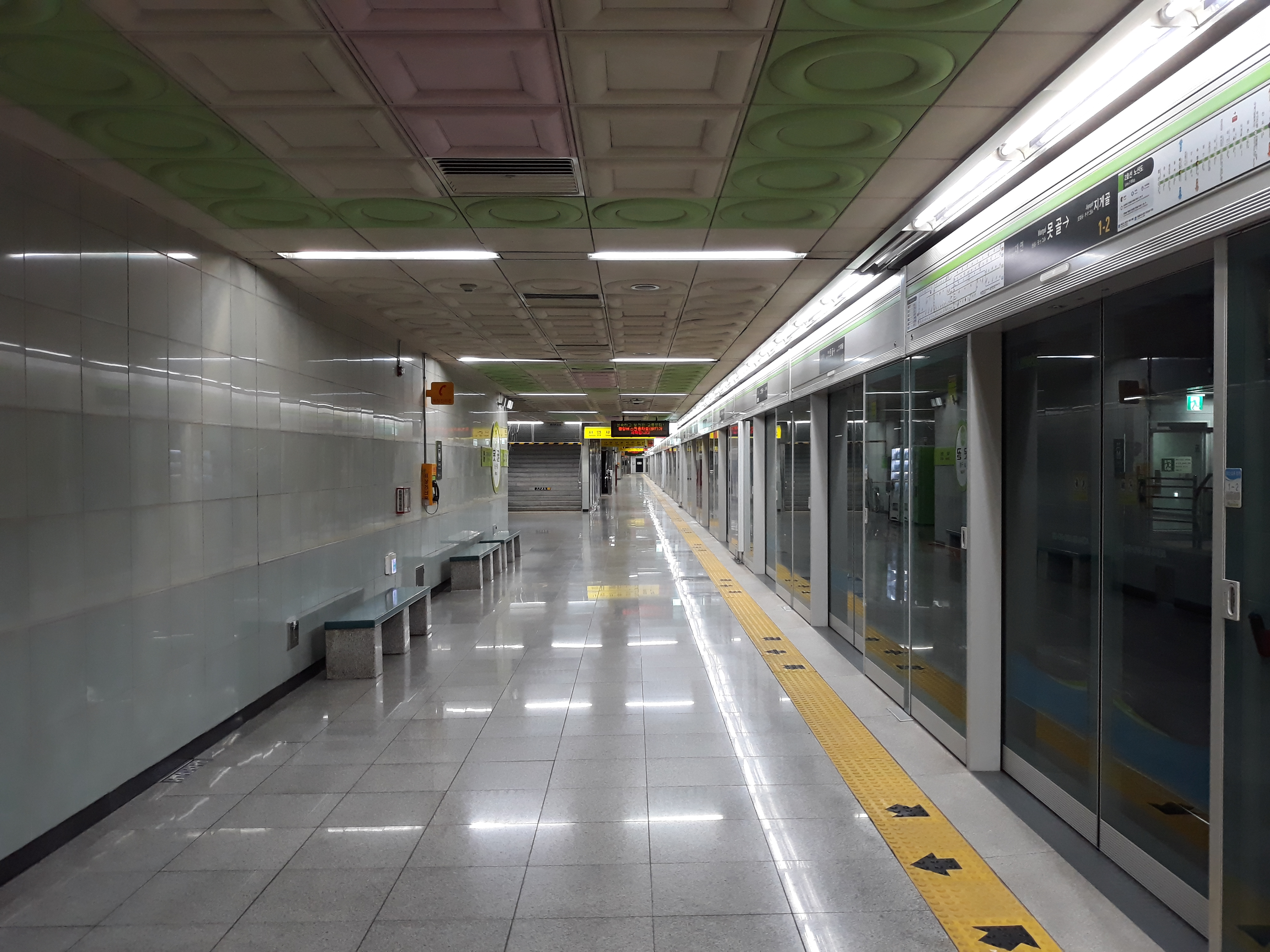
候車月台
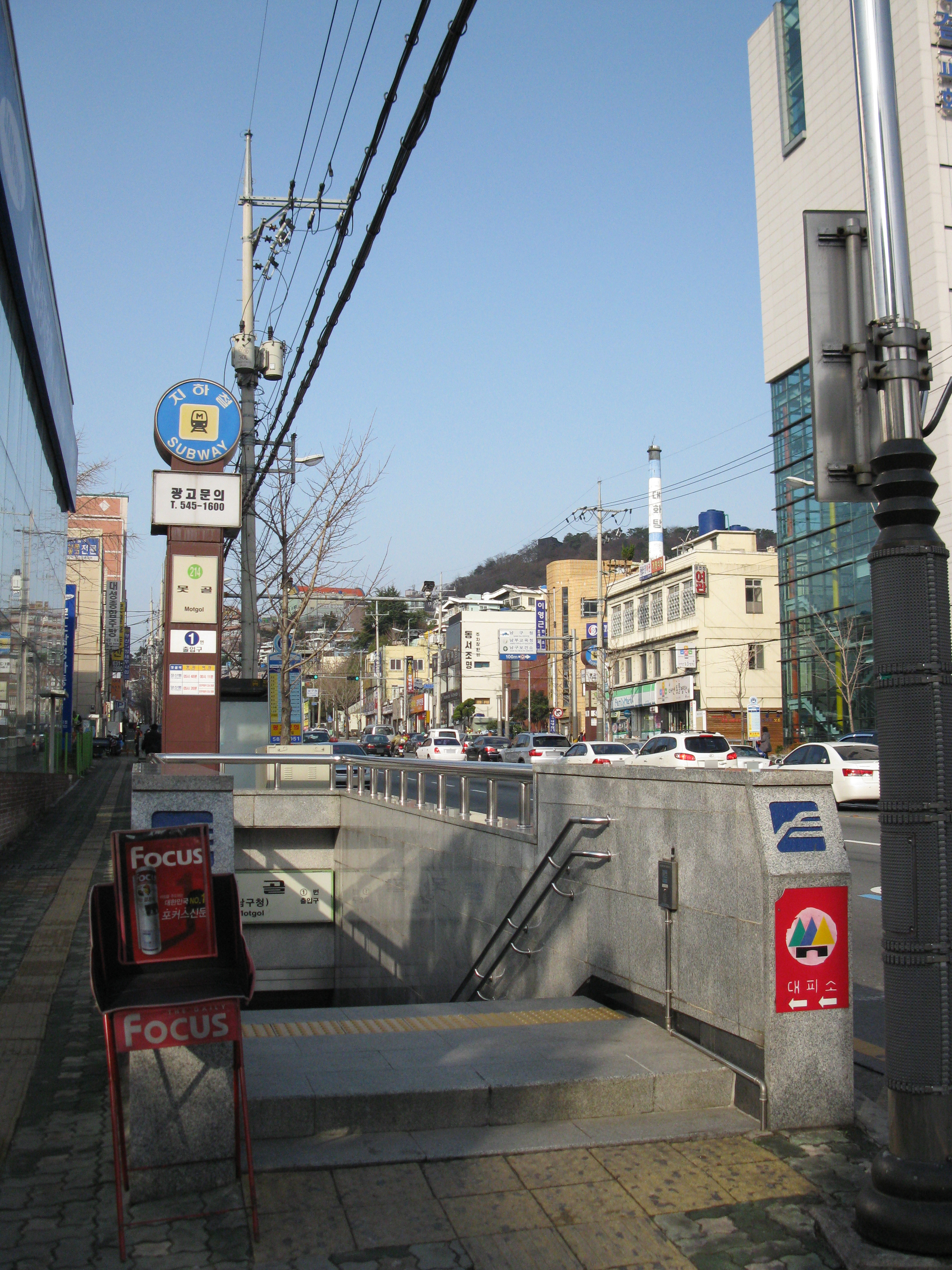
1號出口（2009年）

## 相鄰車站
釜山交通公社
●釜山都市铁道2号线
大淵（213）－池谷（214）－支架谷（215）